# Mekar Mulya (Palas)
Mekar Mulya is een bestuurslaag in het regentschap Lampung Selatan van de provincie Lampung, Indonesië. Mekar Mulya telt 4508 inwoners (volkstelling 2010).